# Litle Hestholmen (Bjørnafjorden)
Ne doit pas être confondu avec Litle Hestholmen.
Litle Hestholmen est une île norvégienne dans le comté de Hordaland. Elle fait partie du territoire de l'ancienne commune de Øs, aujourd'hui rattachée à Bjørnafjorden.

## Géographie
Rocheuse et couverte d'arbres à l'exception de ses côtes, au nord de Store Hestholmen, elle s'étend sur environ 127 m de longueur pour une largeur approximative de 125 m.